# Gajane
Gajane – balet ormiański w 4 aktach. Sztuka po raz pierwszy została pokazana w grudniu 1942 w Permie (Rosja) przez ewakuowany z Petersburga zespół Teatru Kirowa.
- Libretto: Konstantin Dierżawin;
- muzyka: Aram Chaczaturian;
- choreografia: Nina Anisimowa;
- scenografia: Natan Altman;
- kostiumy: Tatiana Bruni.

Adagio z baletu Gajane zostało wykorzystane w ścieżce dźwiękowej do filmu Stanleya Kubricka 2001: Odyseja Kosmiczna.

## Osoby
- Gajane – młoda kołchoźnica
- Armen – brat Gajane
- Giko – mąż Gajane
- Aisza – młoda Kurdyjka, ukochana Armena
- Kazakow – dowódca oddziału straży granicznej
- Nune – przyjaciółka Gajane
- Karen – ukochany Nune
- kołchoźnicy, kołchoźniczki, dywersanci, żołnierze straży granicznej, pasterze kurdyjscy, żołnierze rosyjscy, Ukraińcy i Gruzini.